# Ikenobo
Ikenobō (池坊?) es la mayor y más antigua escuela en Japón de ikebana o arreglo floral japonés. 

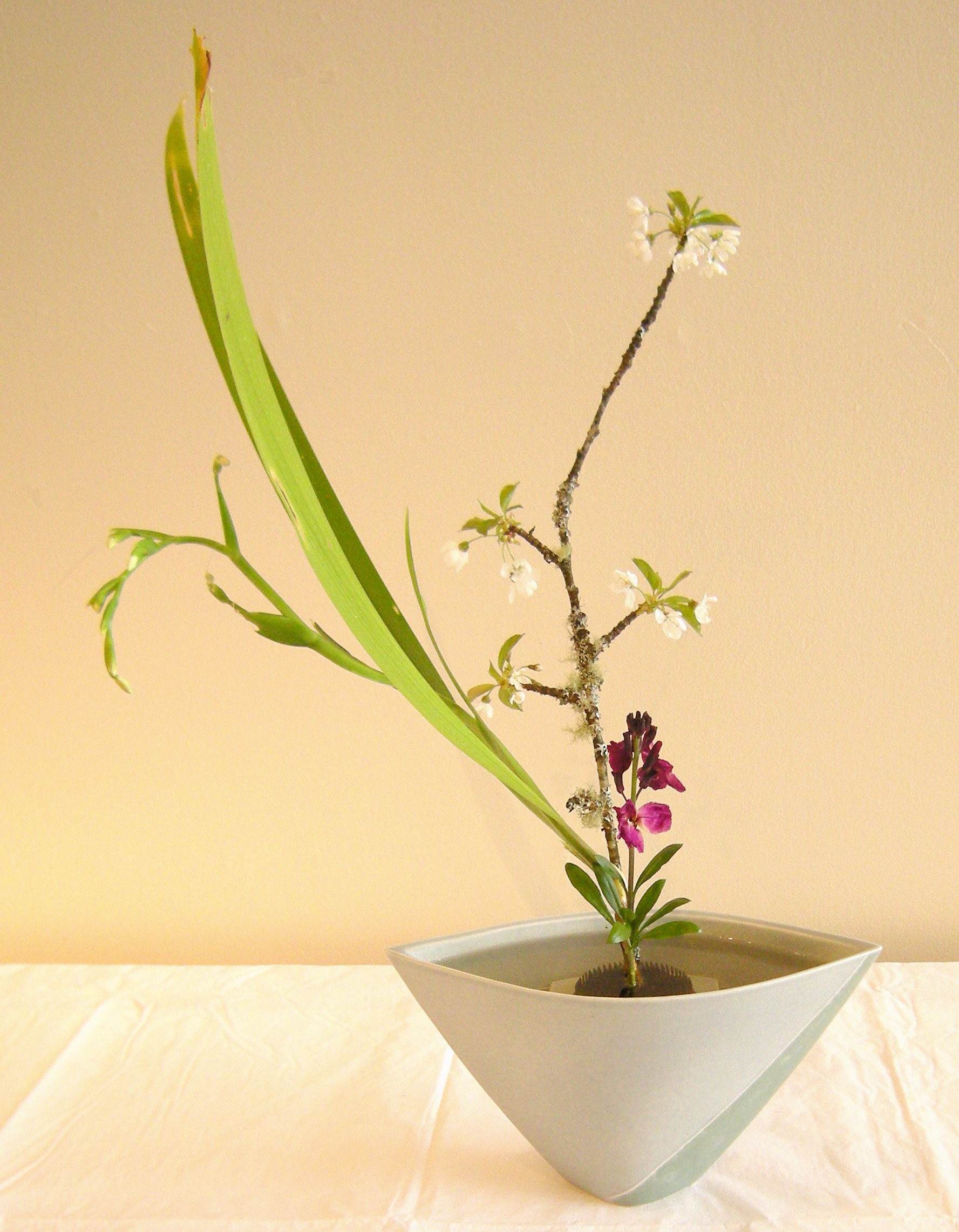
Arreglo floral de la escuela Ikenobô

Fue fundada en el siglo XV por el monje budista Ikenobō Senno. La escuela, dirigida en la actualidad por el director de la 45ª generación, Ikenobo Sen'ei, tiene su base en el templo Rokkaku-dō de Kioto. A su vez, Ikenobō cuenta con cientos de delegaciones en todo el mundo.

## Historia
La costumbre de colocar flores en los altares se originó cuando el budismo llegó a Japón a través de Corea alrededor del año 538. El templo Rokkaku-dō de Kioto es el lugar de nacimiento y más temprano desarrollo del arte del ikebana. La palabra Rokkaku hace referencia a la forma hexagonal del templo. El príncipe Shōtoku fundó el templo Rokkaku-dō en el siglo VI para guardar en él una estatua de oro de Kannon Bosatsu, diosa de la misericordia. Cerca de un estanque (ike) en el que el príncipe Shōtoku se bañó, se construyó una cabaña (bō; construcción para sacerdotes donde viven los monjes vinculados a un templo budista) que se convirtió el hogar de sucesivas generaciones de sacerdotes budistas, lo que dio origen al nombre de la escuela. Se dice que en los terrenos del templo, la roca conocida como Heso-ishi (roca ombligo) fue la piedra angular del templo original. También se cuenta que la posición de esta piedra marca el centro de Kioto al haber existido antes del traslado de la capital en el año 794
En el Periodo Heian (794-1192), además de realizar ofrendas en los altares, también se hizo muy popular la costumbre de disfrutar colocando flores en jarrones. Los poemas, las novelas y los ensayos de la época contienen numerosos pasajes que describen el interés hacia esta manera de usar las flores. El pueblo japonés, no satisfecho con el simple hecho de apreciar flores colocadas en jarrones, trató de darle en el siglo XV un sentido más amplio a esta práctica. Una temprana actitud de apreciación pasiva por este gusto evolucionó en un planteamiento más complejo. Este enfoque constituye la base de lo que hoy conocemos como ikebana.
De acuerdo con un manuscrito del siglo XV, los dos mayores profesionales de arreglo floral de la época fueron Senkei, un maestro de Ikenobō, y Ryu-ami, un maestro de la ceremonia del té. Unzen Taigyoku, un monje que procedía de un monasterio Zen, fue el primero en hacer referencia al nombre de Senkei en su diario llamado Hekizan Nichiroku. En una entrada del 25 de febrero del tercer año de la Era Kanshō (1462), Unzen Taigyoku escribió: «A invitación de Shunko, Senkei realizó un arreglo floral en un jarrón dorado y los vecinos de gusto refinado de Kioto rivalizaron por ver su obra». Este manuscrito establece el punto de partida de los 550 años de historia del ikebana que conocemos. Apenas existe información histórica adicional de la obra de Senkei; solo se hace referencia a ella en una entrada del diario Hekizan Nichiroku en la que se describe cómo Senkei se siente conmovido por la extraordinaria belleza de los crisantemos. 

### Evolución del estilorikka
Insatisfechos con solo contemplar flores en jarrones, a principios del siglo XVI (mediados del Periodo Muromachi) se intentó otorgar un significado más profundo a los pensamientos que acompañan al proceso del arte floral. En otras palabras, querían realizar arreglos con las flores (tateru, colocar los tallos de manera que estén erguidos o de pie), en lugar de introducirlas directamente en un jarrón. Una temprana actitud de apreciación pasiva por este gusto evolucionó en un planteamiento más complejo. Este enfoque constituye la base de lo que hoy conocemos como ikebana.
Desde finales Periodo Kamakura hasta el Periodo Muromachi (finales del siglo XIII hasta el XVI), se celebraron grandes concursos de arreglo floral en la corte imperial el día de Tanabata (festividad de la estrella Vega que se celebra el séptimo día del séptimo mes lunar). Estos concursos se conocían como Tanabata-e. Los monjes y los aristócratas competían entre ellos para mostrar sus habilidades, haciendo una ofrenda floral en honor del festival. En un manuscrito del siglo XV los dos mayores profesionales de arreglo floral de la época fueron Senkei, un maestro de Ikenobō, y Ryu-ami, un maestro en la ceremonia del té. La descripción en Hekizan Nichiroku (un diario del monje Daikyoku del siglo XV) de muchas personas rivalizando para ver los arreglos de Ikenobō Senkei es el primer registro del ikebana de Ikenobō.
Ikenobō hace referencia al nombre de los edificios asociados al templo Shiunzan Chohoji o Rokkaku-dô de Kioto, al igual que el nombre de la familia que sirvió durante generaciones como sumos sacerdotes del templo. El templo Rokkakudo ha sido popular desde la antigüedad como un lugar de veneración de Kannon (diosa de la misericordia). Los ciudadanos de Kioto utilizaban este templo como punto de reunión y en esas ocasiones se colocaban arreglos florales en él
Fue a finales del Periodo Muromachi cuando la antigua disposición sencilla de flores en jarrones evolucionó hasta convertirse en el tatehana (tateru, erigir o levantar; hana flor), una variante más compleja del ikebana. Durante este periodo también se escribió el manuscrito más antiguo de ikebana que aún perdura, Kao irai no Kandesho (en 1486), y el más famoso de Ikenobō Senno, Senno Kuden (en 1542), también sobre Ikebana. Senno, fundador de Ikebono kado, fue el creador del ikebana lleno de significado. Este estilo era considerablemente diferente a sus arreglos anteriores, que solo mostraban la belleza de las flores.
El Periodo Azuchi-Momoyama (finales del siglo XVI) supuso el resurgimiento del ikebana y de la cultura japonesa en términos generales. En esa época, dos maestros de Ikenobō llamados Senko culminaron el estilo rikka (que también significa «flor erguida», pero que es más complejo que el tatehana), con lo que la escuela Ikenobō llegó a un punto álgido de su corta historia. Las pinturas que representan el rikka de Senko II, un célebre maestro de Ikenobō, se conservan en el templo Manshuin de Kioto, en la biblioteca Yomei-bunko del templo Ninnaji de Kioto, en el Museo Nacional de Tokio y en la biblioteca de la sede central de Ikenobō (también en Kioto). En esta época se establecieron las siete partes básicas del rikka: shin, shin-kakushi, soe, soe-uke, mikoshi, nagashi, y maeoki.
Después de la muerte de Senko II, el estilo rikka se hizo más complejo y delicado. El nacimiento del estilo shoka atrajo un nuevo interés por el mundo del ikebana.

### Evolución del estiloshoka
En 1697, se publicó la Kodai Shoka Zukan (Colección de pinturas de obras históricas del estilo shoka) de Ikenobō Sen'yo. El estilo nageire estuvo relacionado con el desarrollo de los primeros trabajos del estilo shoka. En aquel entonces, este último estilo era muy simple. Solo se utilizaban dos ramas (o flores) en este tipo de arreglo: una llamada in (negativo) y otra yo (positivo Más adelante, estas darían lugar a tres partes principales llamadas shin, soe y tai.
El estilo shoka siguió evolucionando durante mucho tiempo, en el que surgieron muchas otras escuelas de ikebana al margen de la Ikenobō. El shoka estaba muy presente en el trabajo de Ikenobō Senjo Soka Hyakki (Cien muestras de ikebana, en 1820). También publicó Heika Yodo-shu, en el que se describen detalladamente los métodos tradicionales de rikka.

In the Meiji period (1868-1912), Ikenobō Sensho set down the regulations of shofutai shoka, shofutai meaning orthodox or traditional style.
En el Era Meiji (de 1868 a 1912), Ikenobō Sensho estableció las normas del shofutai shoka, entendiendo shofutai como un estilo ortodoxo o tradicional.

### Evolución del estiloshimputai
Shoka shimputai, una nueva variante del shoka desarrollada en 1977 por el director de la 45ª generación de la escuela Ikenobō, Sen'ei Ikenobō, muestra un sentimiento brillante y moderno. Está dividida en dos partes, shu y yo, se responden mutuamente con cualidades que contrastan pero que a la vez son armoniosas. Existe una tercera división conocida como ashirai, que se suele añadir como toque final. Siguiendo un periodo de desarrollo del shimputai los nuevos principios se aplicaron también al rikka, lo que deriva en el rikka shimputai, que se ha hecho muy popular este último siglo.
El actual director de la escuela Ikenobō perteneciente a la 45.º generación, Sen’ei Ikenobō, cree que la posibilidad de crear nuevos estilos depende del deseo de perfeccionarse a uno mismo, un espíritu que ha pasado a nosotros como la esencia del ikebana en sí mismo.
Como centro de enseñanza muy presente en el mundo del ikebana, la sede central de Ikenobō está junto al templo Rokkaku-dô, donde nació el ikebana hace más de 550 años. La sede central de Ikenobō es el centro neurálgico de la comunicación, desarrollo, estudio y realización de talleres para profesores y estudiantes de todo Japón y del resto del mundo.
En el centro de la rica tradición de Ikenobō, los estudiantes reciben a la vez una enseñanza clásica y el estímulo para que exploren un ámbito más moderno de los arreglos florales en la vida contemporánea, lo que incluye el rikka, shoka, shimputai y el estilo libre. Las sedes locales difunden la tradición de Ikenobō alrededor del mundo.